# Кесалой (село)
Кесалой (рос. Кесалой) — село у Шаройському районі Чечні Російської Федерації.
Населення становить 78 осіб (2019). Входить до складу муніципального утворення Кесалойське сільське поселення.

## Історія
Згідно із законом від 14 липня 2008 року органом місцевого самоврядування є Кесалойське сільське поселення.

## Населення
| 2002 | 2010 | 2012 | 2013 | 2014 | 2015 | 2016 |
| ---- | ---- | ---- | ---- | ---- | ---- | ---- |
| 17   | ↗52  | ↗53  | →53  | ↗56  | ↗73  | ↘72  |
| 2017 | 2018 | 2019 |      |      |      |      |
| ↗76  | ↗81  | ↘78  |      |      |      |      |